# 김세미
김세미(1988년 1월 16일 ~)는 대한민국의 모델이다.

## 방송
- 보이스퀸 (2019) - Top80
- 라스트 싱어 (2020) - Top24(24위)

## 경력
- 주한외국대사관의 날 패션쇼
- 청계천수상패션쇼 박지현 디자이너 한복쇼